# Abencerragem
 Abencerragem  é uma família de origem espanhola que exerceu uma influência considerável no reino de Granada, no século XV, mas da qual nada se sabe de positivo. A sua rivalidade com a tribo dos Zégris passa por uma das causas, pelo menos acessória, da queda do reino de Granada.
A palavra abencerragem entrou na linguagem ordinária e usa-se por: «cavaleiro galante»